# Vic Firth
Pour les articles homonymes, voir Firth.
Everett Joseph Firth, plus connu sous le nom de Vic Firth, né le 2 juin 1930 à Winchester et mort à Boston le 26 juillet 2015, est un musicien américain, principalement tourné vers la musique classique.
Il est connu pour être le fondateur de la marque du même nom de baguettes, mailloches, balais et tout autre sorte d'accessoires pour batteurs et percussionnistes.

## Biographie
Vic Firth est né en juin 1930 à Winchester dans le Massachusetts (États-Unis). Il a été élevé par ses deux parents, Everett E., joueur de trompette et Rosemary Firth, dans la ville de Sanford, dans le Maine.
Il a obtenu un diplôme dans la Sanford High School. Par l'héritage musical de son père, il commence à jouer du cornet à pistons dès l'âge de 4 ans. Ce n'est que plus tard qu'il s'intéresse aux autres instruments que sont la batterie, les percussions, le piano, le trombone, la clarinette et les timbales. Il s'intéresse également aux arrangements musicaux. Lorsqu'il atteint le lycée à 16 ans, il crée un orchestre composé de 18 personnes.
Everett J. Firth a obtenu une Licence de musique ainsi qu'un doctorat honoris causa au conservatoire de musique de la Nouvelle-Angleterre.
Vic Firth a été le principal joueur de timbales de l'Orchestre symphonique de Boston depuis 1956, jusqu'à ce qu'il arrête en 2002. Lorsqu'il a rejoint cet orchestre, il en était le plus jeune musicien : il avait alors 26 ans.
Everett J. Firth est mort chez lui, à Boston, le 26 juillet 2015, à l'âge de 85 ans.

## La société Vic Firth
En 1963, Vic Firth lance sa marque, basée à Boston, destinée à équiper les batteurs du monde entier, avec des produits allant de la simple baguette de batterie aux casques stéréo et atténuateurs, en passant par les pads d'entraînement et les sourdines pour batteries complètes.
Elle compte de nombreux musiciens sous contrat, tels que Steve Gadd, Dave Weckl, John Dolmayan (System of a Down), Keith Moon (The Who), Ray Luzier (Korn), Christoph Schneider (Rammstein), et des dizaines d'autres artistes connus mondialement. Tous ceux ci ont une paire de baguettes Signature.
Selon le site allemand de vente de matériel pour musiciens Thomann, un client sur 35 sur leur site a acheté au moins un article de la marque Vic Firth. Ce site web informe également que 88 produits de la marque de Everett J. Firth sont actuellement les best-sellers dans leur catégorie (à savoir les catégories : Paires de Baguettes 5A, Paires de Balais, Paires de Rods, Maillets pour Timballes, Baguettes / Maillets Combinés, Pads d'Entraînement et Protections Auditives).
Les baguettes 5A American Classic Hickory sont la meilleure vente de la marque, avec 100 000 commandes de clients. C'est la baguette la plus vendue au monde selon le site français Michenaud. Les pages Vic Firth sont les plus visitées du site allemand Thomann, avec pas moins de 300 000 visites en un mois.
La marque a fusionné le 20 décembre 2010 avec une autre compagnie du Massachusetts spécialisée dans le matériel à destination des batteurs : la société Zildjian, le premier constructeur mondial de cymbales, fondée en 1623 par Avedis Zildjian.